# Isla de Príncipe
La isla de Príncipe (en portugués: Ilha do Príncipe) es la más pequeña de las dos islas principales de Santo Tomé y Príncipe. Tiene un área de 136 km² y una población de unas 8.000 personas. Su altura máxima es el pico de Príncipe (948 m), localizado al sur de la isla, y que forma parte del área forestal del parque natural Obo. El norte y centro de la isla fueron antiguas plantaciones que ahora están siendo reforestadas.  La isla abarca la provincia del mismo nombre, y que a su vez se subdivide únicamente en el distrito de Pagué.
Ecológicamente, la isla forma parte de la ecorregión denominada selva de tierras bajas de Santo Tomé, Príncipe y Annobón.
Los idiomas que se hablan en la isla son el portugués, el principense o lunguyê y el forro.
La isla tiene un pueblo, Santo António, y un aeropuerto, así como algunas pequeñas villas tales como Bela Vista, Bombom, Futuro, Neves Ferreira, Paciencia, Ponta Fonte, Ribeira Ize, San Antonto de Ureca, Vila Rosa y otras más, conectadas a la pequeña red de caminos.
Rodean a la isla otros islotes como Ilhéu Bombom, Ilhéu Caroço, Tinhosa Grande y Tinhosa Pequena.

## Historia

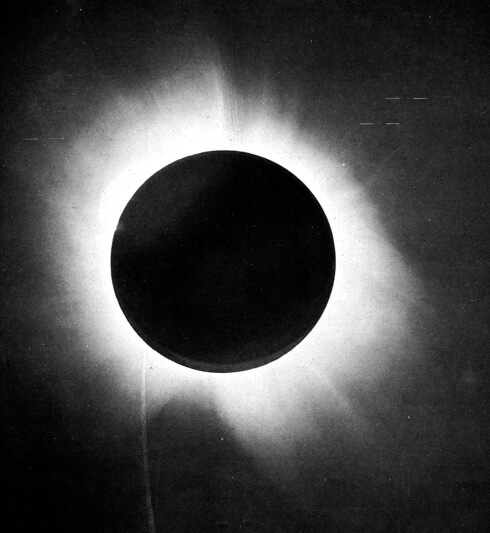
Una de las fotografías tomadas del eclipse de 1919 durante la expedición de Eddington

La isla estaba deshabitada cuando fue descubierta por los portugueses el 17 de enero de 1471 y recibió su primer nombre en honor de san Antonio ("Ilha de Santo Antão"). Más tarde, la isla pasó a llamarse Príncipe por Alfonso, infante de Portugal y único hijo y heredero de Juan II el Príncipe Perfecto y de su esposa y prima Leonor de Viseu. El primer asentamiento, el pueblo de Santo António, se fundó en 1502. Posteriormente, los colonizadores portugueses convirtieron el norte y el centro de la isla en plantaciones por colonos portugueses utilizando el trabajo esclavo. Estos se concentraron inicialmente en la producción de caña de azúcar y después de 1822 en el cacao, convirtiéndose en el mayor productor de cacao del mundo. Desde la independencia, esas plantaciones han vuelto en gran parte a convertirse en bosques.
En 1695, se construyó la Fortaleza de Santo António da Ponta da Mina sobre un punto elevado en la bahía de Santo António. En 1706, la ciudad y la fortaleza fueron destruidas por los franceses. De 1753 a 1852 Santo António fue la capital colonial de los es Santo Tomé y Príncipe portugués.
La isla de Príncipe fue el lugar escogido por el astrónomo británico Arthur Eddington para llevar a cabo sus famosas observaciones del eclipse solar total del 29 de mayo de 1919, con el que él y su equipo corroboraron experimentalmente la teoría de la relatividad general de Albert Einstein. Las fotografías del eclipse revelaron evidencia de la "flexión" de luz de la estrella de acuerdo con las predicciones de Einstein (ver experimento de Eddington).
El 29 de abril de 1995 se estableció la Región Autónoma de Príncipe, que corresponde con el actual Distrito Pagué.